# Lutowanie

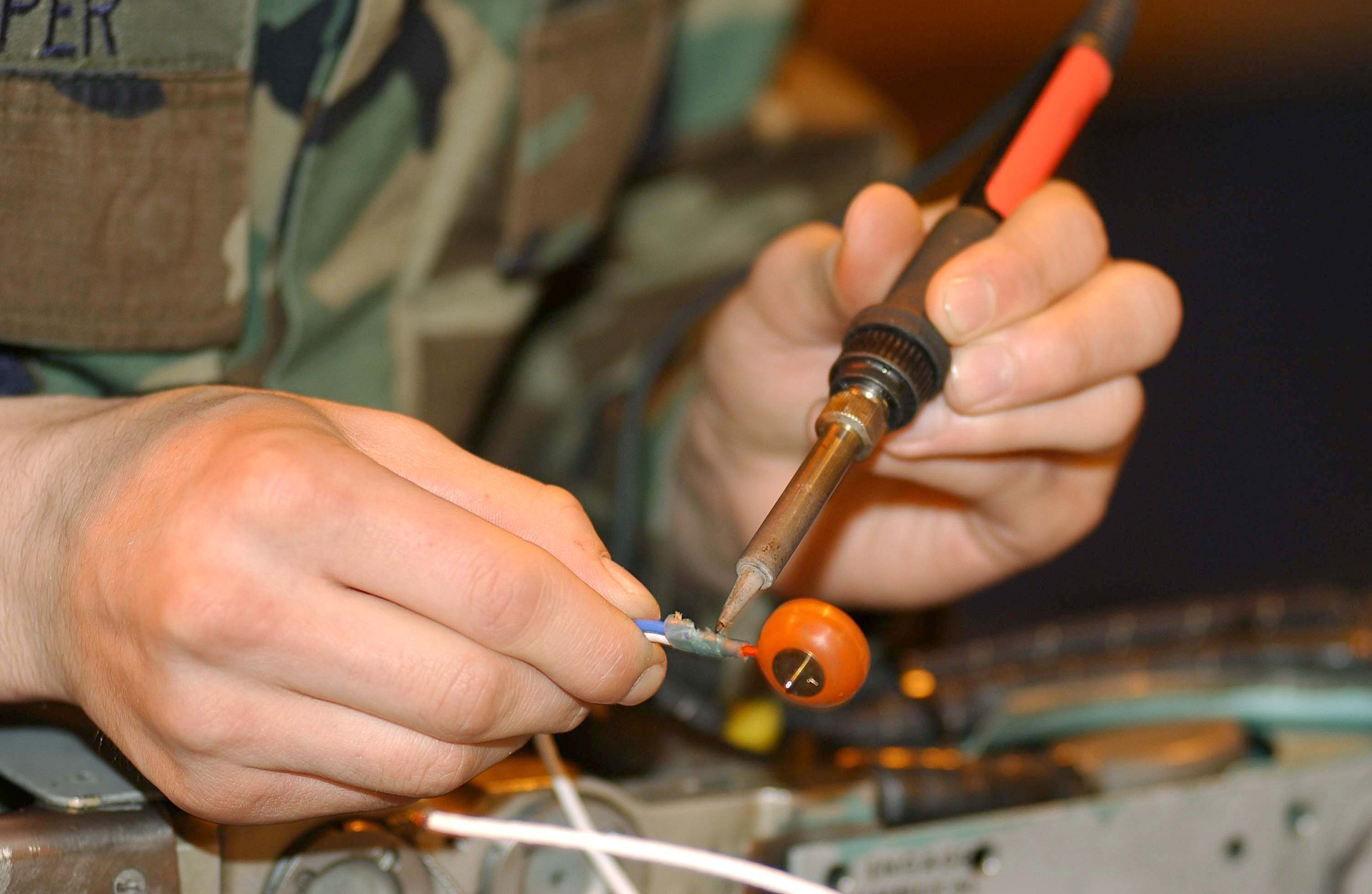
Lutowanie

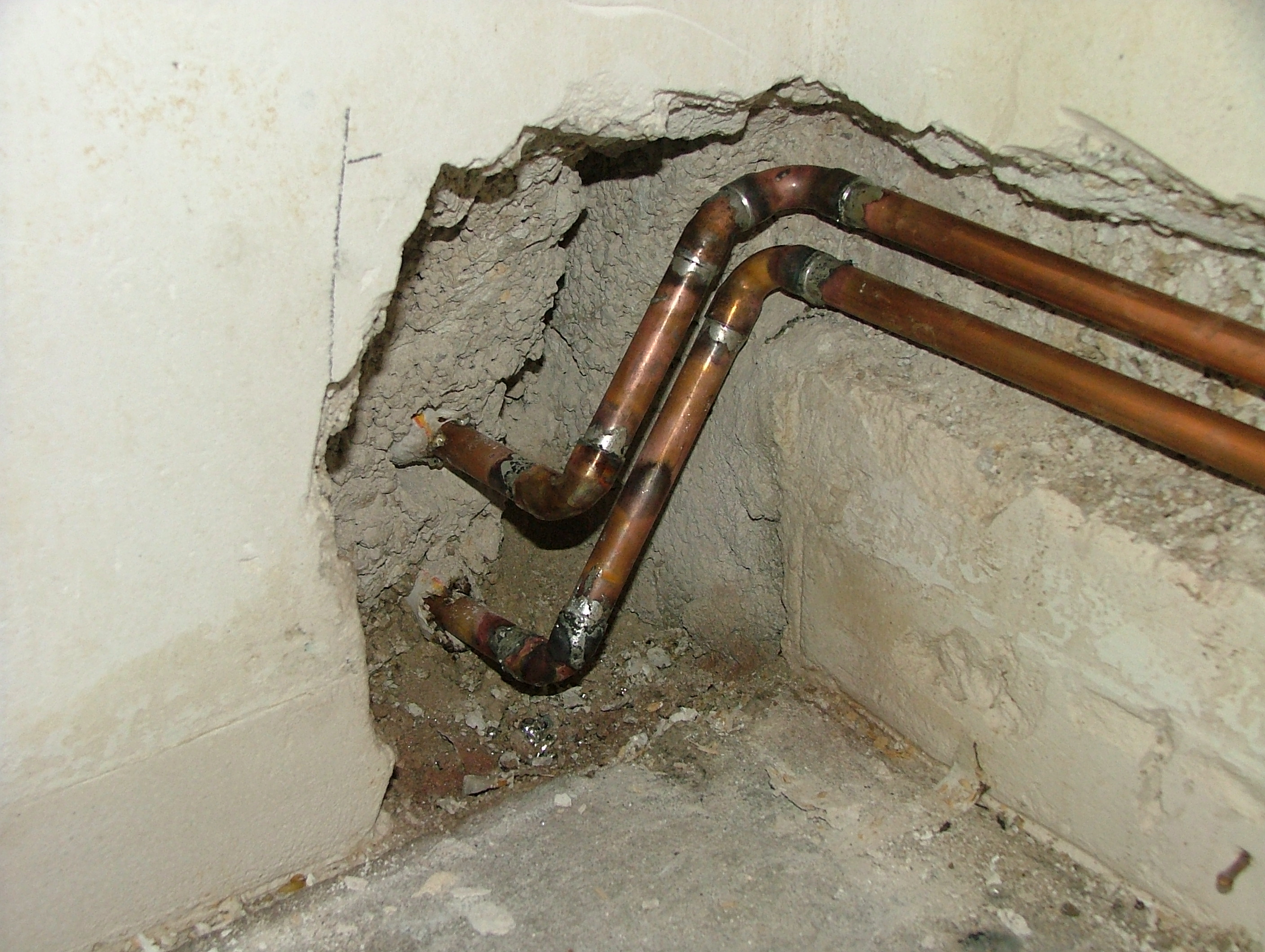
Rury miedziane z widocznymi śladami lutowania

Lutowanie – metoda trwałego łączenia elementów metalowych za pomocą metalowego spoiwa zwanego lutem o temperaturze topnienia niższej niż temperatura topnienia łączonych elementów. Proces lutowania należy prowadzić w temperaturze wyższej od temperatury topnienia lutu, lecz nie wyższej od temperatury topnienia łączonych elementów. Dzięki temu lut topi się, a łączone elementy pozostają cały czas w stanie stałym. Istotne jest, aby zarówno lut, jak i elementy lutowane, osiągnęły temperaturę lutowania (wyższą od temperatury topnienia lutu), w przeciwnym przypadku mogą powstać wadliwe złącza zwane zimnymi lutami lub zimnymi stykami o niezadowalających właściwościach użytkowych. Podstawową różnicą między lutowaniem a spawaniem jest to, że w przypadku spawania temperatura procesu jest tak wysoka, że ulega stopieniu zarówno materiał dodatkowy, jak i brzegi elementów spawanych.
Podczas lutowania powierzchnia łączonych metali nie zostaje stopiona, a trwałe połączenie następuje dzięki wystąpieniu zjawiska adhezji i płytkiej dyfuzji. Spoiwo lutownicze wnika w szczelinę między elementami lutowanymi oraz mikropory materiału lutowanego dzięki zjawisku zwilżania powierzchni elementów lutem. Żeby powstało prawidłowo wykonane złącze lutowane, musi dojść do wytworzenia wiązania metalicznego między elementami lutowanymi a lutem. Aby do tego doszło, ciekły lut musi zwilżyć powierzchnie elementów lutowanych. W tym celu powierzchnie lutowane są czyszczone z warstw tlenków i aktywowane za pomocą topnika nakładanego razem z lutem lub tuż przed nałożeniem lutu.
Zależnie od temperatury topnienia lutu rozróżnia się:
- lutowanie miękkie (poniżej 450 °C)
- lutowanie twarde (powyżej 450 °C)
- lutowanie wysokotemperaturowe (powyżej 900 °C)

Materiałem łączącym jest lut (lutowie).
Narzędzie ręczne służące do lutowania to lutownica lub palnik. Czynność lutowania jest również wykonywana w specjalnych piecach.
Procesem odwrotnym do lutowania jest rozlutowywanie.

## Lutowanie przemysłowe

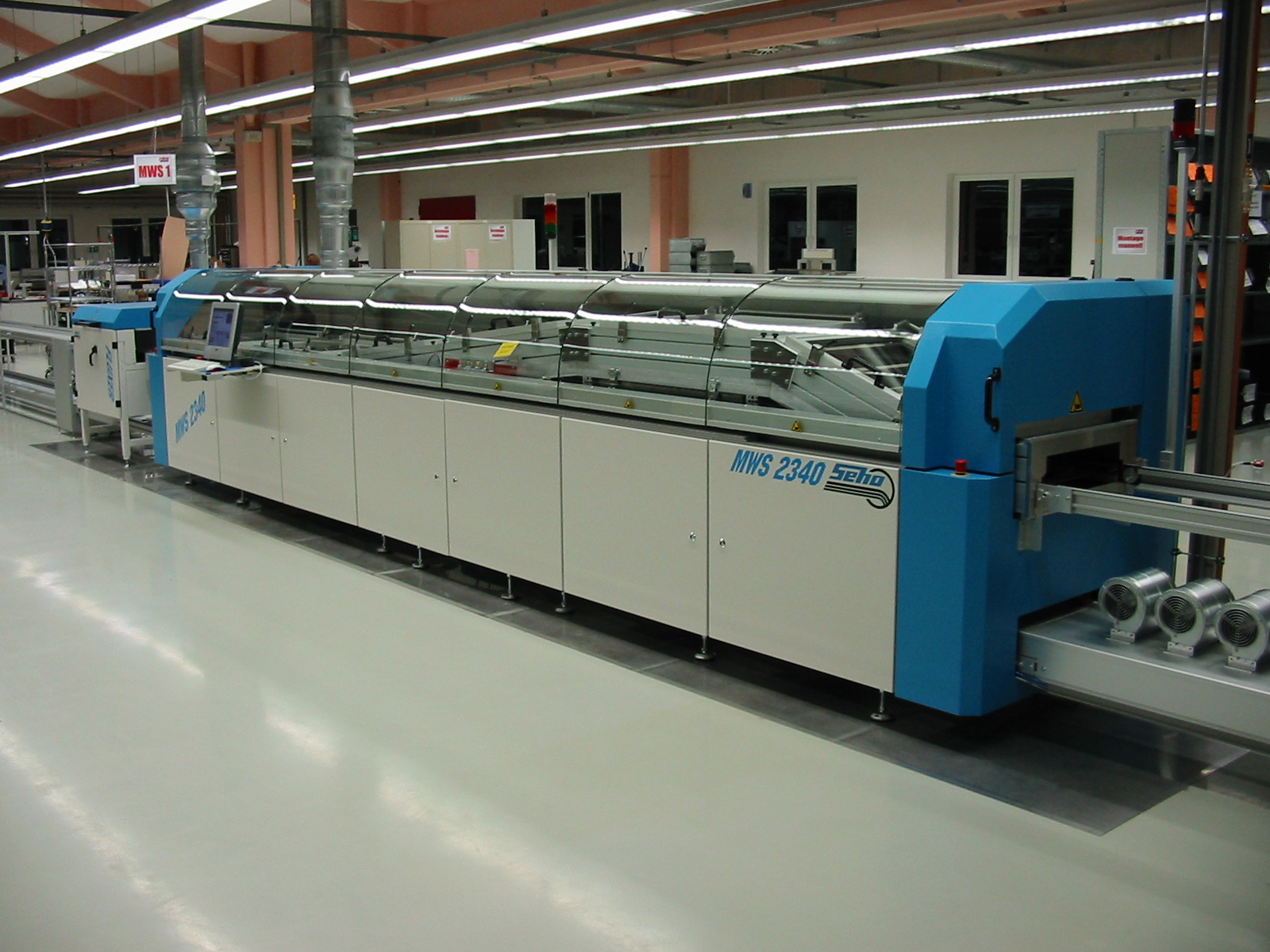
Maszyna do lutowania na fali

Przemysłowe, masowe lutowanie obwodów drukowanych zawierających dużą liczbę elementów elektronicznych wytwarzanych techniką montażu przewlekanego wykonuje się metodą lutowania „na fali” (ang. wave soldering). Technika ta polega na przesuwaniu obwodu drukowanego, po włożeniu na miejsca wszystkich przewidzianych do lutowania elementów, tuż nad powierzchnią ciekłego lutu. W pewnym miejscu zbiornika z lutem, za pomocą pompy wytwarzany jest poprzeczny „garb” na powierzchni lutu (czyli „fala”, od której pochodzi nazwa metody). Szczyt fali lutu dotyka spodu przesuwającego się obwodu drukowanego i metalowe części (nóżki elementów oraz miedziane ścieżki na płycie) zostają pokryte stopionym lutem. Po przejściu płyty nad falą nagrzane miejsce stygnie i zakrzepły lut tworzy złącza lutowane wysokiej jakości.
Lutowanie układów elektronicznych realizuje się również techniką lutowania bezdotykowego, czyli rozgrzewania przy pomocy gorącego powietrza lub podczerwieni. Jest to metoda stosowana do obwodów drukowanych wytwarzanych techniką montażu powierzchniowego. W tym przypadku mieszanina lutu i topnika jest nakładana w postaci pasty na odpowiednie miejsca obwodu drukowanego. Po umieszczeniu elementów elektronicznych na swoich miejscach płytę i elementy na niej rozgrzewa się gorącym powietrzem lub promiennikiem podczerwieni. Po stopieniu lutu (a wcześniej - topnika) obwód drukowany jest chłodzony, złącza lutowane stygną, lut krzepnie i proces lutowania kończy się.
Hot air to stacje lutownicze na gorące powietrze. Strumień powietrza jest wytwarzany przez pompę, następnie elementem grzejnym podgrzewany jest do żądanej temperatury. Nad utrzymywaniem zadanej temperatury czuwa mikroprocesor, który reguluje temperaturę, przepływ powietrza, czas pracy i inne parametry. Strumień powietrza można regulować za pomocą dysz.